# マンハッタン花物語
『マンハッタン花物語』（マンハッタンはなものがたり、Bed of Roses）は、1996年に公開されたアメリカ映画。

## 概要
恋愛に臆病な女性と、彼女の前に現れた理想の男性の恋を、オーソドックスな語り口で描いたロマンチックなラブ・ストーリー。監督・脚本は、本作がデビューとなる戯曲家のマイケル・ゴールデンバーグ。製作は『恋愛の法則』のアラン・ミンデルとデニス・ショウのコンビ。エグゼクティヴ・プロデューサーはジョゼフ・ハートウィックとリン・ハリス。撮影は『ゴーストバスターズ』など数多くの作品に関わったアダム・キンメル、音楽は『恋愛の法則』のマイケル・コンヴァーティノ、美術も同作のスティーヴン・マッケイブ、編集はジェーン・カーソン、衣裳は『プリティ・リーグ』のシンシア・フリントが担当。主演は『ブロークン・アロー』のクリスチャン・スレイターと『ヘブンズ・プリズナー』のメアリー・スチュアート・マスターソン。

## キャスト
※括弧内は日本語吹替
- ルイス・ファレル - クリスチャン・スレーター（藤原啓治）
- リサ・ウォーカー - メアリー・スチュアート・マスターソン（土井美加）
- キム - パメラ・セガール（高乃麗）
- ダニー - ジョシュ・ブローリン
- ウェンディ - アリー・ウォーカー（金野恵子）
- ルイスの母 - デブラ・モンク（磯辺万沙子）
- ルイスの父 - R・M・ハーレイ（稲葉実）
- フランシーヌ - ジーナ・トーレス
- ランディ - ブライアン・タランティナ（佐久田脩）
- アリス - メアリー・アリス
- プリンス - オルディス・ホッジ

## スタッフ
- 監督・脚本：マイケル・ゴールデンバーグ
- 製作総指揮：ジョセフ・ハートウィック、リン・ハリス
- 製作：アラン・ミンデル、デニス・ショウ
- 撮影：アダム・キンメル
- 美術：スティーヴン・マッケイブ
- 音楽：マイケル・コンヴァーティノ
- 編集：ジェーン・カーソン

## 評価
レビュー・アグリゲーターのRotten Tomatoesでは16件のレビューで支持率は19%、平均点は5.20/10となった。